# Red Borom
Edward Jones Borom, mais conhecido como Red Borom (30 de outubro de 1915 - 7 de janeiro de 2011), foi um jogador de beisebol norte-americano que atuava na Major League Baseball.